# 리얼 탈출 게임 TV
리얼 탈출 게임 TV는 일본 TBS 계열에서 방송되었던 텔레비전 드라마다. 2013년 1월부터 부정기 특별 프로그램으로 방송되었다. 2014년 4월부터 6월까지 연속 드라마로 방송됐다.